# ЛОХАС-Парк (станция метро)
ЛОХАС-Парк (кит. 康城站) — станция Гонконгского метрополитена, открытая 26 июля 2009 года. В проекте имела название «Чёнкуаньоу-Саут». На станции установлены платформенные раздвижные двери.

## Галерея
- Лохас-Парк, выход C
- Вестибюль станции
- Платформа 1
- Лохас-Парк, выход B
- Лохас-Парк, выход А